# 레베데프 물리학 연구소
레베데프 물리학 연구소(러시아어: Физи́ческий институ́т имени П.Н.Ле́бедева Российской академии наук, ФИАН, 영어: Lebedev Physical Institute, LPI RAS 또는 LPI)는 러시아 모스크바에 위치한 러시아 과학 아카데미 산하 기관으로 러시아의 물리학 전문 연구 기관이다. 이 연구소는 1934년에 소련의 물리학자인 세르게이 바빌로프에 의해 지금의 형태로 설립되었다. 이 연구소는 모스크바로 이전되었고, 같은 해에 러시아의 물리학자 표트르 레베데프의 이름을 따서 명명되었다. 이 연구소는 P. N. 레베데프 물리학 연구소(영어: P. N. Lebedev Institute of Physics) 또는 레베데프 연구소(영어: Lebedev Institute)로도 알려져 있다. 러시아어에서는 보통 FIAN (ФИАН)이라는 약어로 불리는데, 이는 "과학 아카데미 물리학 연구소"를 뜻한다. 연구 활동의 범위에는 레이저 기술, 암흑 물질 구조, 나노 구조, 초전도성, 우주선, 감마선 천문학 등이 포함된다. 이 연구소는 큐빅 지르코니아를 결정화하는 기술을 개발(러시아에서는 FIAN의 이름을 따서 "Fianit"라고 불림)했다.

## 같이 보기
- 러시아 과학 아카데미